# Píseň o Rolandovi
Píseň o Rolandovi (Chanson de Roland) je jedna z nejstarších francouzských literárních památek. Pochází pravděpodobně z 11. století (období středověku) a žánrem je to hrdinský epos, nejznámější z tzv. chansons de geste (písně o činech). Řadí se do Královského (karolínského) cyklu s ústřední postavou Karla Velikého, případně členů jeho družiny.

## Vznik eposu

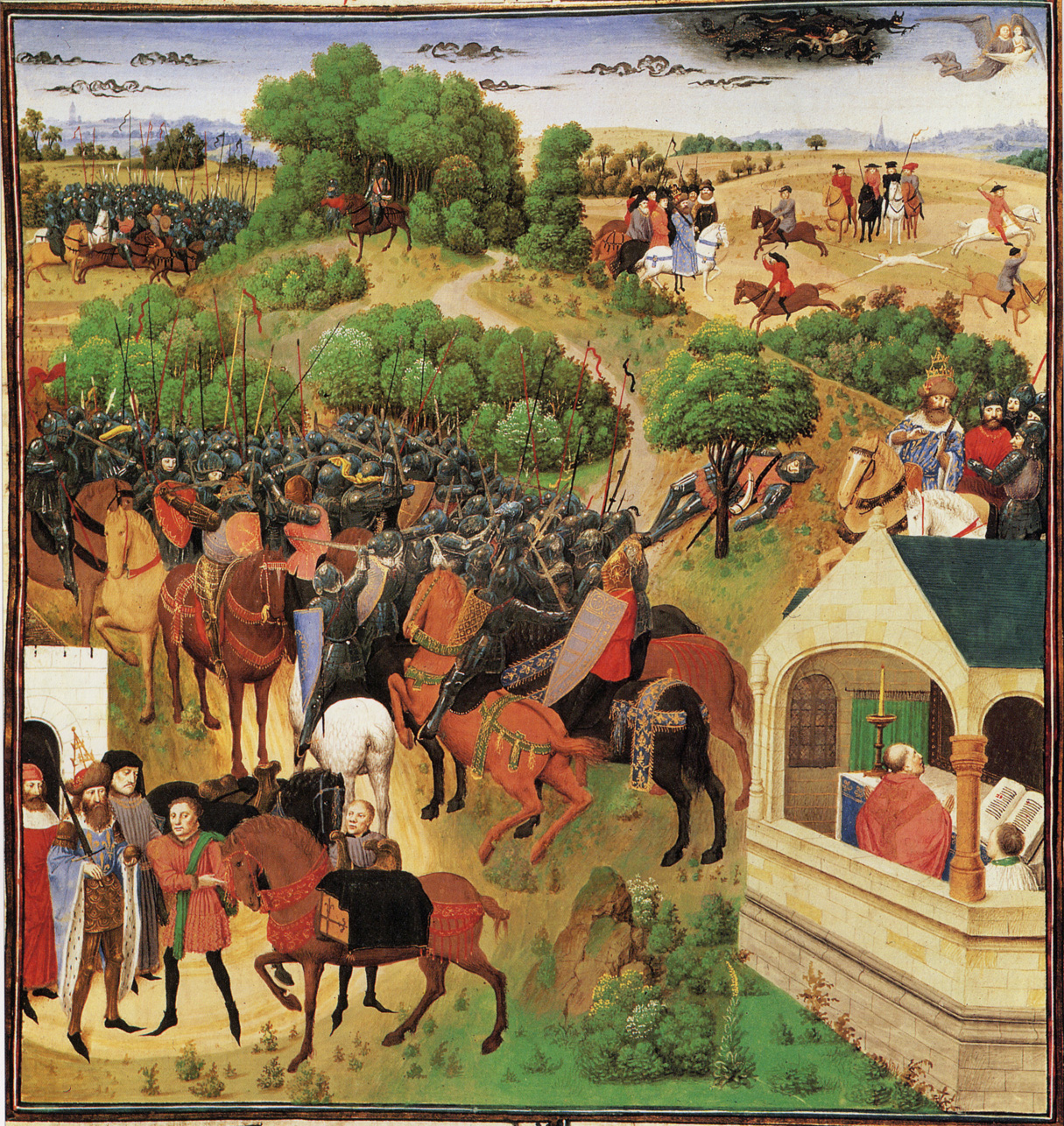
Ilustrace z Velké kroniky Francie

Skladba byla složena kolem roku 1100 a dochovala se v anglonormanské podobě v oxfordském rukopisu z druhé čtvrtiny 12. století. Je anonymní. V posledním verši je sice uvedeno „Zde končí hrdinské činy, jež sepsal Turold“, ale spíše než o autora jde o tvůrce opisu. Historickým jádrem písně je výprava Karla Velikého proti Saracénům roku 778 a jejím vrcholem je líčení bitvy v pyrenejském průsmyku Roncevaux, kde Saracéni kvůli zradě zničí zadní voj Karlovy armády vedené Karlovým synovcem Rolandem, který v bitvě padne.

## Obsah díla
Děj se odehrává za vlády Karla Velikého v době bojů se Saracény na území Španělska, jejichž poslední baštou na severovýchodě Španělska je obléhaná Zaragoza. Křesťané se rozhodnou pro vyjednávání. Statečný rytíř Roland navrhne vyslat k saracenskému králi Marsilovi svého nevlastního otce Ganelona. Ganelon je však přesvědčen, že je poslán na smrt, a pomstí se – poradí Marsilovi, aby předstíraným podrobením přiměl Karla Velikého k odchodu a potom přepadl zadní voj vedený Rolandem. Vrcholem písně je líčení bitvy v pyrenejském průsmyku Roncevaux, kde dvacet tisíc Franků bojuje proti mnohonásobné přesile nepřátel. Roland zde odmítá rady moudrého Oliviera a nepřivolá pomoc, protože mu v tom brání rytířská čest. Zvolí boj, i když ví, že porážka je nevyhnutelná. Teprve po marném boji se odhodlá zatroubit na kouzelný roh Olifant. Mocné zatroubení znamená jeho smrt – praskne mu tepna na spánku. Karel Veliký ale díky tomu poráží Saracény a zmocňuje se Zaragozy. Křesťanství vítězí, Roland však umírá a s ním i Olivier a další císařovi paladinové, jako například rytíř a kněz Turpin. Zemře i Rolandova snoubenka a Olivierova sestra Alda, když se dozví o jejich smrti. Zbývá potrestat zrádce Ganelona. O jeho vině rozhodne Boží soud a Ganelon je rozčtvrcen. Karlovi se ve spánku zjeví archanděl Gabriel a volá jej k nové svaté válce.

## Struktura díla
- Píseň oslavuje rytířskou čest, statečnost, oddanost. Postavy charakterizuje jejich jednání. Skladba opěvuje hrdinské činy rytíře Rolanda. Oddaní a stateční bojovníci jsou však idealizovaní (podobně je tomu u zobrazování světců). Představy o ideálu rytíře se prolínají s obrazem křesťanské etiky: dokonalý hrdina-rytíř je odvážný, věrný svému pánu i Bohu a pohrdá smrtí.
- Každá postava ztělesňuje určitý morální postoj "křesťan – pohan", "statečný – zbabělý", "věrný – zrádce", atd. Vyhraňují se jednotlivé typy: král, rytíř – hrdina, zbabělec a zrádce.
- Kompozice má 3 části: tématem první části je zrada Ganelona, středem a vrcholem je líčení bitvy v Roncevaux, pomsta padlých je tématem třetí části.
- Báseň obsahuje 4002 desetislabičných veršů rozdělených do „laisses“ – strof nestejné délky odlišujících se shodou samohlásek v poslední přízvučné slabice.
- Velmi pravděpodobně se však celá zápletka odehrála zcela jinak: v roce 778 Karel Veliký ve skutečnosti bojoval na Pyrenejském poloostrově v zájmu několika saracénských knížat. Při ústupu byl zadní voj stahující se armády někde v Pyrenejích, snad severně od Roncevalského průsmyku, napaden křesťanskými Basky, nikoliv Saracény. Šlo o odvetu za to, že armáda Karla Velikého dobyla a vyplenila baskickou Pamplonu – Karel Veliký potřeboval své armádě po neúspěšném obléhání Zaragozy dopřát alespoň nějaký, byť malý úspěch, a to obsazení a vydrancování Pamplony splňovalo. Legendou přetvořená historie a především přesmyčka od křesťanských Basků k Saracénům se potom hodila i v době papeže Urbana II. jako další podpůrné ospravedlnění křížové výpravy do Svaté země po koncilu ve městě Clermont v roce 1095.

## Roland ve světovém umění
Píseň o Rolandovi inspirovala celou řadu umělců k vytvoření vlastních děl na jejich motivy, ať už tomu bylo ve výtvarném umění, v literatuře, hudbě nebo ve filmu.

### Výtvarné umění

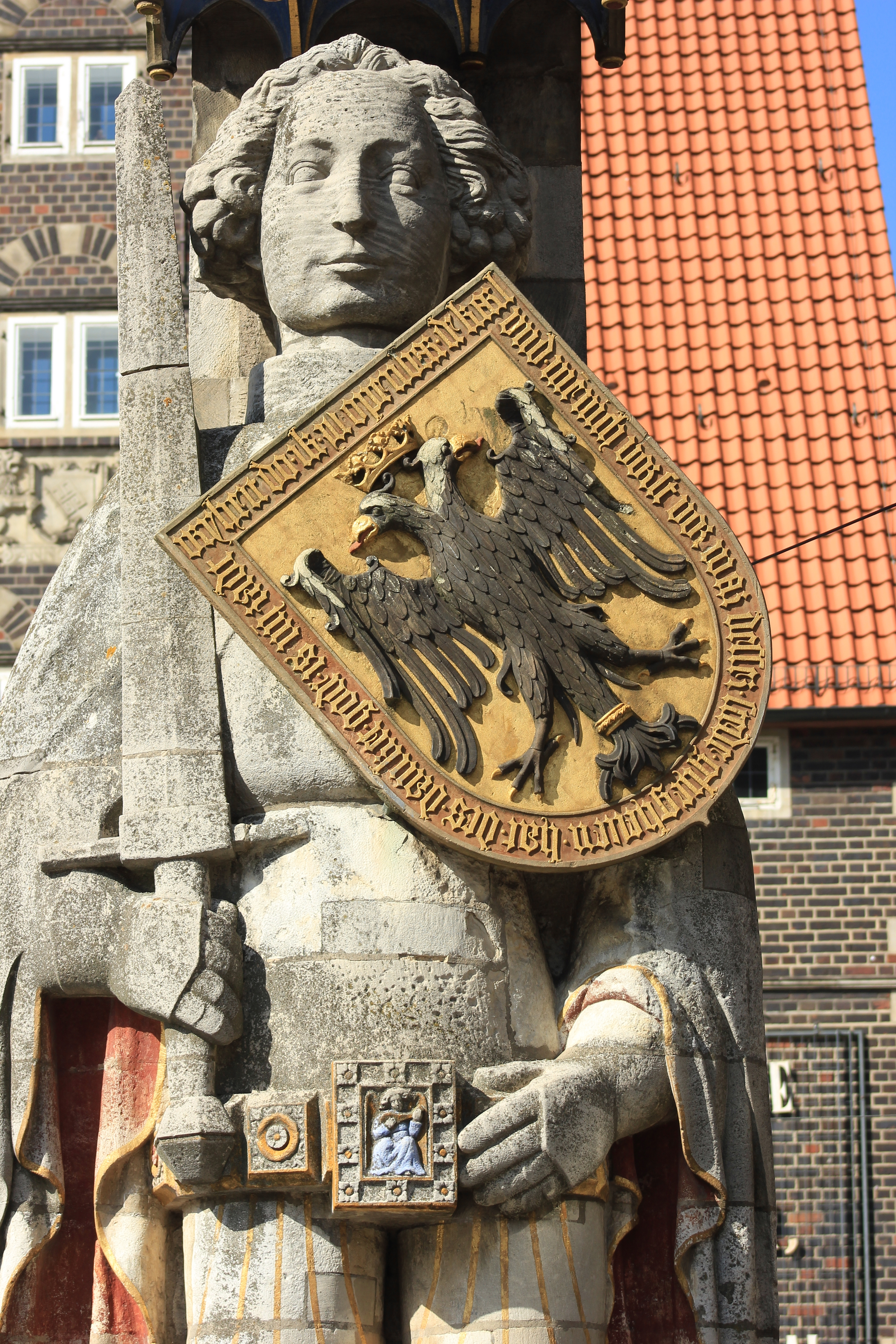
Socha rytíře Rolanda v Brémách z roku 1404

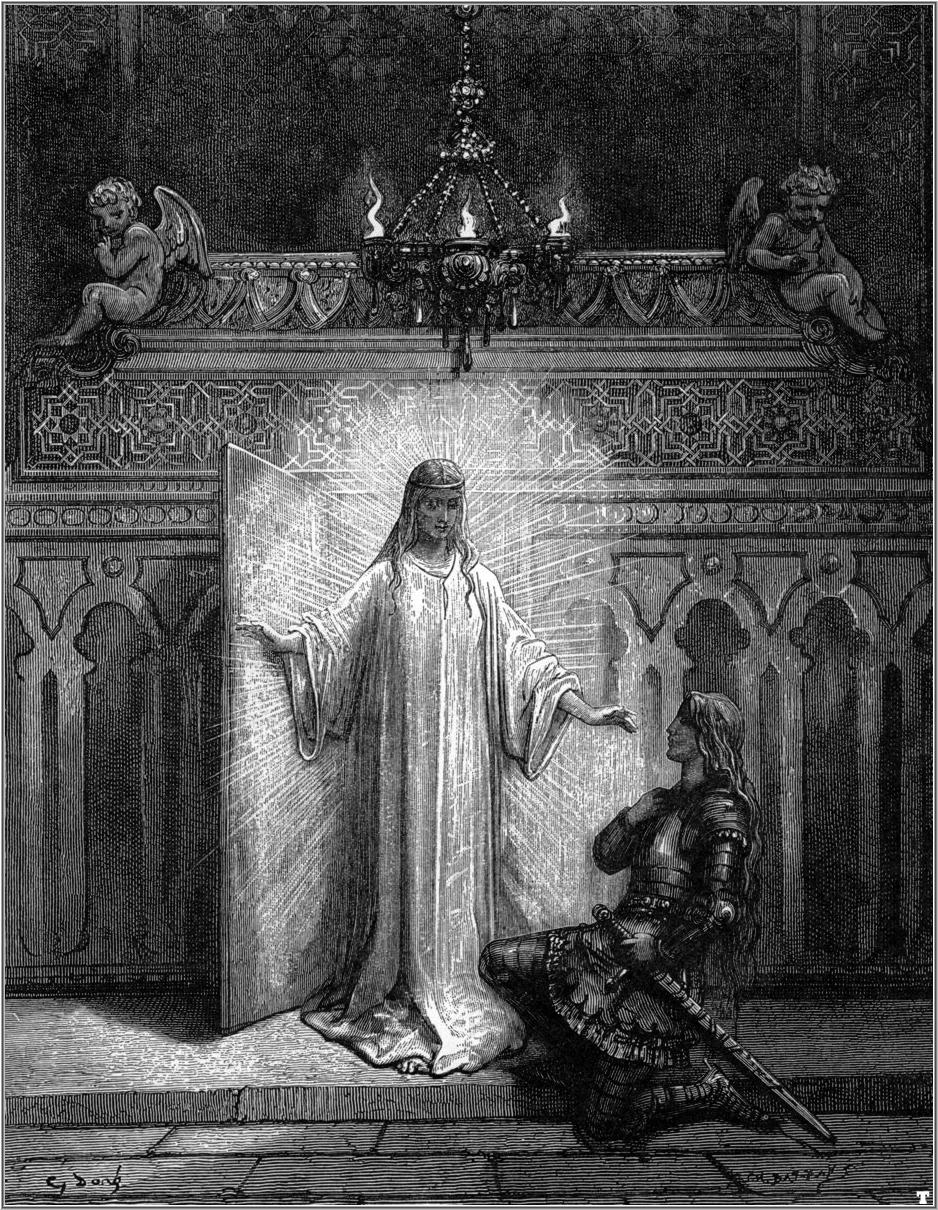
Ilustrace Gustava Dorého k eposu Zuřivý Roland od Ludovica Ariosta

Výčet výtvarných děl, inspirovaných Písní o Rolandovi, přesahuje možnosti tohoto článku. Jde nejen o nepřeberné množství ilustrací k různým vydáním eposu, jeho adaptací a děl vytvořených na jeho motivy, ale také o obrazy a sochy.

### Hudba
- Jean-Baptiste Lully: Roland (1685), francouzská opera (tragédie lyrique), libreto sepsal Philippe Quinault podle Ariostova eposu Zuřivý Roland.[9]
- Antonio Vivaldi: Orlando finto pazzo (1714), italská opera seria, libreto Grazio Braccioli podle Bolardova eposu Zamilovaný Roland.[10]
- Antonio Vivaldi: Orlando furioso (1727, Zuřivý Roland), italská opera seria, libreto Grazio Braccioli podle Aristova eposu.[11]
- Georg Friedrich Händel: Orlando (1733), opera seria na italské libreto podle eposu Zuřivý Roland.[12]
- dArtagnan: Chanson de Roland (2019)[13]

### Film a televize
- Orlando e i Paladini di Francia (1956), italský film, režie Pietro Francisci.[14]
- Orlando furioso (1975), italský pětidílný televizní seriál, režie Luca Ronconi.[14]
- Le jeune homme et le lion (1977, Mladík a lev), francouzský televizní film o životě Karla Velikého a o jeho přátelství s rytířem Rolandem, scénář Jean Anouilh, režie Jean Delannoy.[14]
- La chanson de Roland (1978, Píseň o Rolandovi), francouzský film, režie Frank Cassenti.[14]

## České překlady
- Píseň o Rolandu. Překlad Josef Štefan Kubín. Praha: J. Otto, 1895. 159 s. (Sborník světové poesie; sv. 35).
- Píseň o Rolandovi. Překlad Amalie Krejčová. Praha: Jan Laichter, 1915. 128 s. (Žeň z literatur; sv. 51).
- Píseň o Rolandovi. Překlad Jiří Pelán; ilustrace Miloslav Troup. Praha: Odeon, 1986. 228 s.